# Reinu (Saarde)
Pour les articles homonymes, voir Reinu.
Reinu est un village de la Commune de Saarde du comté de Pärnu en Estonie.
Au 31 décembre 2011, il compte 19 habitants.